# Государственный музей Аушвиц-Биркенау
Госуда́рственный музе́й А́ушвиц-Биркена́у (пол. Państwowe Muzeum Auschwitz-Birkenau) — музей в Освенциме (нем. Auschwitz, Аушвиц), включающий в себя три основных концентрационных лагеря: Аушвиц 1, Аушвиц 2
(известный также как Аушвиц-Биркенау, нем. Birkenau, пол. Brzezinka, Бжезинка) и Аушвиц 3.

## История
В 1947 году концентрационный лагерь был переоборудован в музей, а в 1979 году был включён в список Всемирного наследия ЮНЕСКО. Ежегодно музей посещает около миллиона туристов со всего мира.
С 1960 года в бывшем концентрационном лагере Освенцим I действуют так называемые «национальные выставки» созданные отдельными странами Европы, пострадавшими от национал-социализма.
В 1962 году вокруг музея в Биркенау и в 1977 году вокруг музея в Освенциме была создана охраняемая территория для сохранения исторического состояния лагеря. Статус этих территорий был подтвержден польским парламентом в 1999 году. В 1967 году был открыт первый большой памятник.
В 2006 году польские власти отказали в выдаче виз представителям Ирана, которые выразили намерение провести исследования в Освенциме. Отказ в выдаче виз связывают с официальной политикой отрицания Холокоста в Иране. Представитель музея сказал, что работа отрицателей Холокоста в Освенциме оскорбляет память жертв.
В 2025 году музей запустил проект «Картина из Освенцима» — это цифровая копия лагеря Аушвиц 1, которую смогут использовать кинематографисты для создания художественных лент, так как в рамках охраны памятников культуры съёмка таких фильмов на территории Освенцима запрещена. Проект был представлен на Marché du Film в рамках Каннского кинофестиваля. Также ведётся сбор средств на дальнейшее продолжение проекта — создание цифровых копий территории лагеря Аушвиц 2 и интерьеров некоторых зданий.

## Структура музея
Организационная структура музея выглядит следующим образом:
- Директор
Исследовательский центр
Пресс-служба
Юрисконсульт
  - Заместитель директора
Архивы
Бюро для бывших узников
Цифровой архив
Коллекции
Хранилище
Инвестиции
  - Заместитель директора
Международный образовательный центр
Библиотека
  - Заместитель директора
Публикации
Служба охраны
Администрация
Отдел кадров
Юридическая служба
  - Главный бухгалтер
Бухгалтерия

## Сотрудники
Одним из создателей музея стал бывший узник Освенцима Казимеж Смолень С 1955 по 1990 гг. он был директором музея.
На 2016 год директором музея является доктор Пётр Цивиньский. Его заместители — Рафал Пюро и Анджей Кацожик (с 2012)

## Фотогалерея

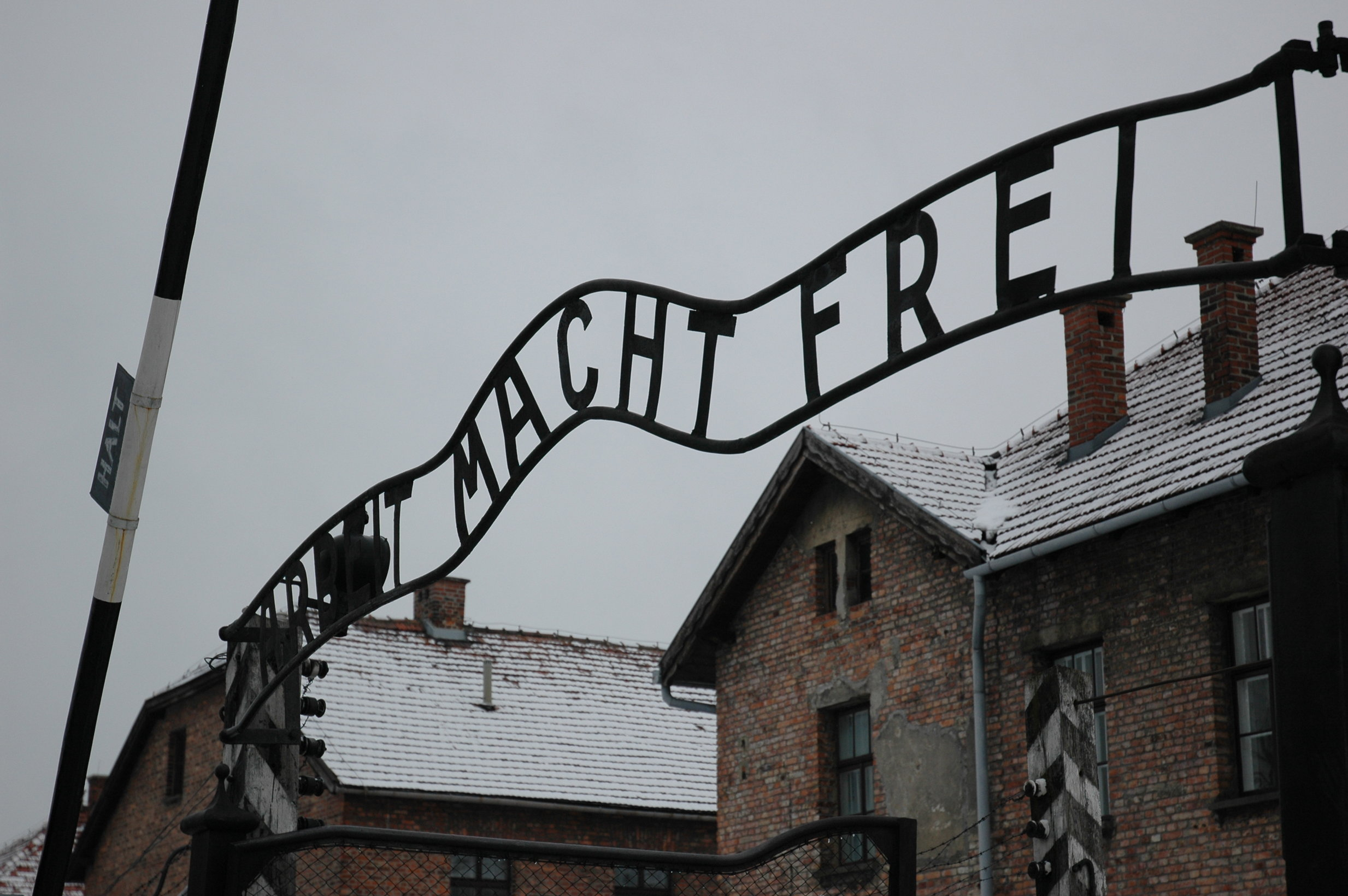
Лозунг «Arbeit macht frei» («Труд освобождает») над входом в концлагерь
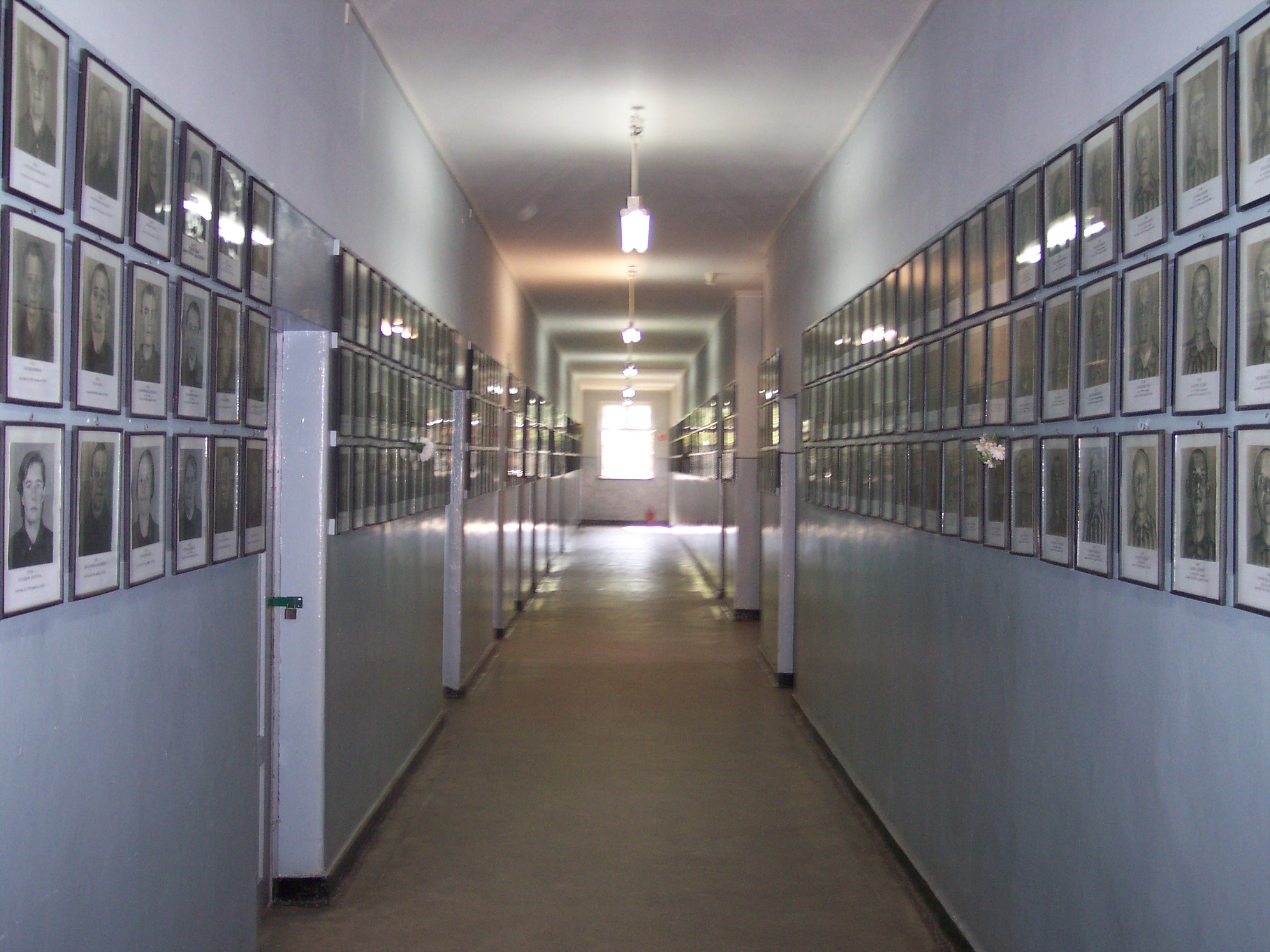
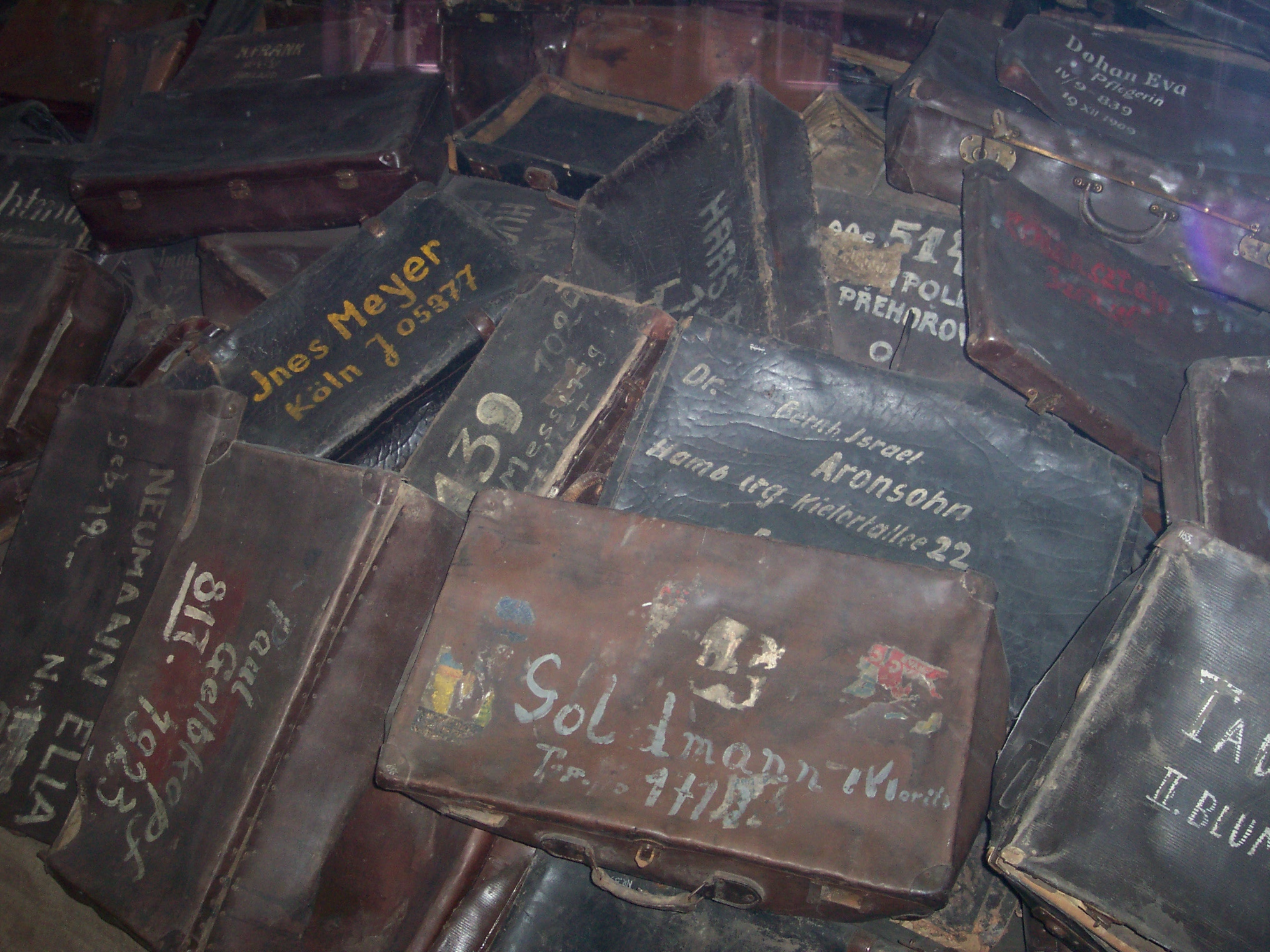
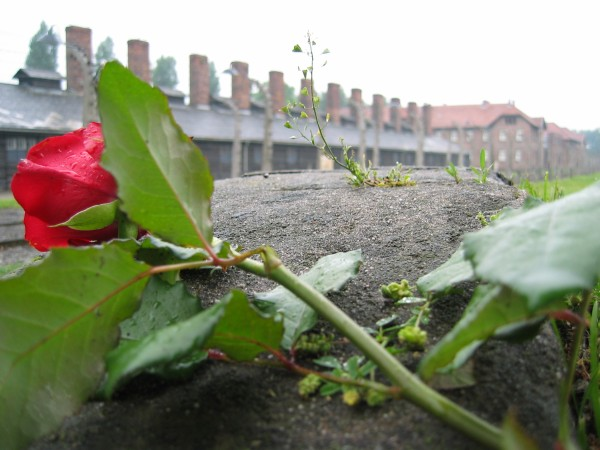

## Международный памятник жертвам нацизма
Международный памятник жертвам нацизма был открыт в бывшем немецком Концентрационном лагере Аушвиц II-Биркенау 16 апреля 1967 года.
В приветственном слове действующий на тот момент премьер-министр Польской Народной Республики и бывший узник Освенцима Юзеф Сиранкевич сказал: «Давайте стоя воздадим должное всем убитым здесь по их силе и стойкости и восславим новую жизнь свободных, дружественных народов, чтобы стереть этот позор с лица человечества — всё, что происходило в Освенциме».
Решение о том, каким должен быть монумент, сопровождалось бурными спорами. Ключевыми стали несколько положений:
1. Мемориал не должен давать ощущения более сильные, чем при осмотре самого комплекса.
2. Мемориал должен стать частью целостной картины сохранившихся конструкций лагеря.
3. Мемориал не должен нарушать аутентичный характер этого трагичного места, которое само по себе является историческим монументом.

После этих — принципиальных — договоренностей Международный комитет Аушвиц (организация бывших узников Освенцима) объявил конкурс для архитекторов и скульпторов, которые должны были предложить идею для монумента жертвам фашизма.
Заявку на участие подали 618 человек из 31 страны. Было представлено 426 проектов. Однако ни один из них не оправдал ожиданий организаторов конкурса. Поэтому было предложено создать три специальные команды для разработки нового проекта, основанного на критических замечаниях, сделанных жюри. И вновь подавляющее большинство проектов было забраковано, потому что либо концепция противоречила основному условию — оставить лагерь неприкосновенным, либо не соответствовала условию, по которому памятник должен был олицетворять «монументальную простоту».
В феврале 1962 года был, наконец, принят вариант, автором которого стали итальянский скульптор Пьетро Каскелла и архитектор Джорджо Симончини, в сотрудничестве с польскими художниками Ежи Ярнушкевичем и Джулианом Палкой.

Мы старались не побеспокоить великую тишину Бжезинки, которая сама по себе является памятником несгибаемой силы. Наш памятник уводит от горя и насилия, пытаясь быть только акцентом лагерного пейзажа, материализацией памяти об убитых; он является данью их солидарности и достоинству. Он скромный, человечный, не кричащий в размерах.
Оригинальный текст (пол.)Staraliśmy się nie zakłócić wielkiej ciszy Brzezinki, która sama przez się stanowi pomnik o nieprześcignionej sile. Nasz pomnik rezygnuje z krzyku i gwałtowności, stara się być jedynie akcentem obozowego pejzażu, materializacją pamięci pomordowanych; stanowi hołd złożony ich solidarności i godności. Jest skromny, ludzki w proporcjach i wymiarach.
— авторы памятника Пьетро Каскелла и Джорджио Симончини
Памятник, состоящий из каменных блоков, стоит между руинами двух крупнейших крематориев в Освенциме II-Биркенау. На 23-х лежачих камнях (по количеству народов, пострадавших в Освенциме) — одна и та же надпись на разных языках:

Пусть на века станет криком отчаяния и предостережением для человечества это место, где гитлеровцы уничтожили около полутора миллионов мужчин, женщин и детей, большей частью евреев из разных стран Европы, Аушвиц-Биркенау — 1940—1945 годы
Оригинальный текст (пол.)Niechaj na wieki będzie krzykiem rozpaczy i przestrogą dla ludzkości to miejsce, w którym hitlerowcy wymordowali około półtora miliona mężczyzn, kobiet i dzieci, głównie Żydów z różnych krajów Europy, Auschwitz-Birkenau - 1940-1945